# ATP Nizza 1981
L'ATP Nizza 1981 è stato un torneo di tennis giocato sulla terra rossa. È stata la 10ª edizione del torneo, che fa parte del Volvo Grand Prix 1981. Si è giocato a Nizza in Francia dal 6 al 13 aprile 1981.

## Campioni

### Singolare maschile
Yannick Noah ha battuto in finale  Mario Martínez con il punteggio di 6–4, 6–2

### Doppio maschile
Yannick Noah /  Pascal Portes hanno battuto in finale  Chris Lewis /  Pavel Složil con il punteggio di 4–6, 6–3, 6–4